# Buquis

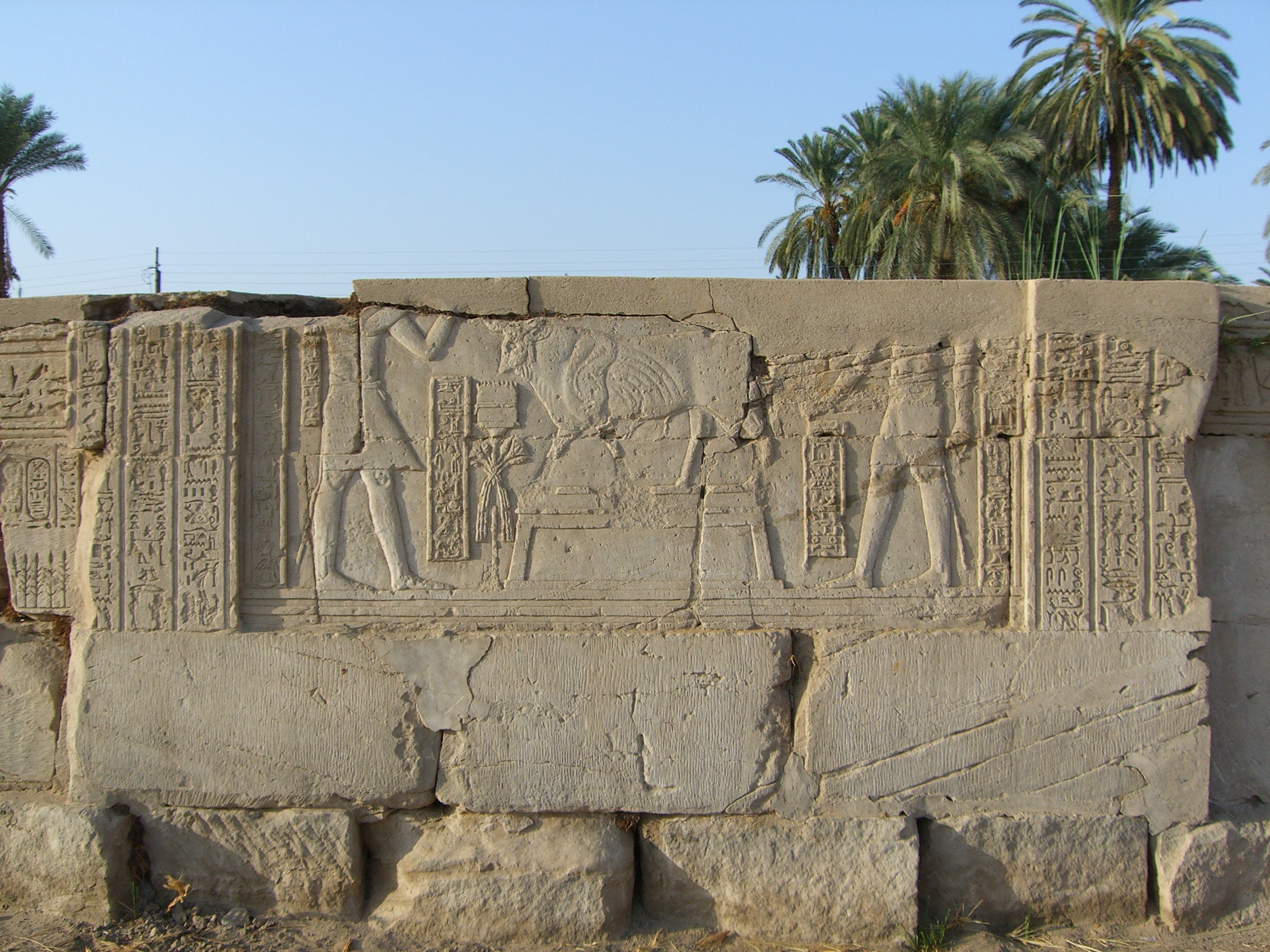
Relevo no qual o imperador Trajano r. realiza oferenda a Buquis

Buquis (em grego clássico: Buchis) Baque (Bakh) ou Baca (Bakha), era um boi sagrado da cidade de Hermontis, no Antigo Egito.